# Das Rheingolds diskografi
Diskografi for Das Rheingold, den første af fire operaer fra Der Ring des Nibelungen af Richard Wagner, som fik premiere på Nationaltheater i München den 22. september 1869, omfatter en række betydende indspilninger af operaen.
| År        | Besætning (Alberich, Wotan, Fricka, Loge, Freia, Fasolt, Fafner, Donner, Froh, Erda, Mime) | Dirigent Orkester                                         | Label Katalognummer Mono / Stereo, Live / Studie                                                                                               |
| --------- | --- | --------------------------------------------------------- | --- |
| 1949      | Adolf Vogel, Ferdinand Frantz, Elisabeth Hongen, Julius Polzer, Ilona Steingruber, Marjan Rus, Herbert Alsen, Alfred Poell, Willy Friedrich, rosette Anday, William Wernigk                      | Rudolf Moralt Die Wiener Symphoniker                      | CD: Mýto Kat: 2MCD 962,144 Mono, Studieindspilning                                                                                             |
| 1952      | Gustav Neidlinger, Hermann Uhde, Ira Malaniuk, Erich Witte, Inge Borkh, Ludwig Weber, Josef Greindl , Werner Faulhaber, Wolfgang Windgassen, Melanie Bugarinovic, Paul Kuen                      | Joseph Keilberth Orchester der Bayreuther Festspiele      | CD: EMI Cat: CZS 7 67.124 2 Mono, Live |
| 1953      | Gustav Neidlinger, Ferdinand Frantz, Ira Malaniuk, Wolfgang Windgassen, Elisabeth Grümmer, Josef Greindl, Gottlob Frick , Alfred Poell, Lorenz Fehenberger, Ruth Siewert, Julius Patzak          | Wilhelm Furtwängler Orchestra Sonfonica e Coro della RAI  | CD: Harlekin Kat: ARL-29-30 Mono, Live |
| 1953      | Gustav Neidlinger, Ferdinand Frantz, Ira Malaniuk, Erich Witte, Bruni Falcon, Ludwig Weber, Josef Greindl , Hermann Uhde, Gerhard Stolze, Erika Zimmermann, Paul Kuen                            | Clemens Krauss Orchester der Bayreuther Festspiele        | CD: Gala , 100,519 Mono, Live |
| 1955      | Gustav Neidlinger, Hans varmere, Georgine von Milinkovic, Rudolf Lustig, Hertha Wilfert, Ludwig Weber, Josef Greindl, Toni Blankenheim, Josef Traxel, Maria von Ilosvay, Paul Kuen               | Joseph Keilberth Orchester der Bayreuther Festspiele      | CD: Testament Cat: SBT21390 Stereo, Live |
| 1957      | Otakar Kraus, Hans varmere, Georgine von Milinkovic, Erich Witte, Elisabeth Lindermeier, Kurt Bohme, Friedrich Dalberg, Robert Allmann, Erich Witte, Maria von Ilosvay, Peter Klein              | Rudolf Kempe Orchestra i Royal Opera House, Covent Garden | CD: Testament Cat: SBT131426 (fra en komplet Ring) Mono, Live                                                                                  |
| 1958      | Gustav Neidlinger, George London, Kirsten Flagstad, Set Svanholm, Claire Watson, Walter Kreppel, Kurt Böhme, Eberhard Wächter, Waldemar Kmentt, Jean Madeira, Paul Kuen                          | Georg Solti Wiener Philharmoniker                         | CD: Decca Cat: 455 556-2 Stereo, Studieindspilning                                                                                             |
| 1966      | Gustav Neidlinger, Theo Adam, Annelies Burmeister, Wolfgang Windgassen, Anja Silja, Martti Talvela, Kurt Böhme, Gerd Nienstedt, Hermin Esser, Věra Soukupová, Erwin Wohlfahrt                    | Karl Böhm Orchester der Bayreuther Festspiele             | CD: Philips Cat: 412 475 - 2 Stereo, Live |
| 1967      | Zoltán Kelemen, Dietrich Fischer-Dieskau, Josefine Veasey, Gerhard Stolze, Simone Mangelsdorff, Martti Talvela, Karl Ridderbusch, Robert Kerns, Donald Grobe, Oralia Dominguez, Erwin Wohlfahrt  | Herbert von Karajan Berliner Philharmoniker               | CD: Deutsche Grammophon Kat: 457 781-2 Stereo, Studieindspilning                                                                               |
| 1980      | Hermann Becht, Donald McIntyre, Hanna Schwarz, Heinz Zednik, Carmen Reppel, Matti Salminen, Fritz Hübner, Martin Egel, Siegfried Jerusalem , Ortrun Wenkel, Helmut Pampuch                       | Pierre Boulez Orchester der Bayreuther Festspiele         | CD: Philips Kat: 434 422-2 Stereo, Studieindspilning                                                                                           |
| 1983      | Siegmund Nimsgern, Theo Adam, Yvonne Minton, Peter Schreier, Marita Napier, Roland Bracht, Matti Salminen, Karl-Heinz Stryczek, Eberhard Büchner, Ortrun Wenkel, Christian Vogel                 | Marek Janowski Sächsische Staatskapelle Dresden           | CD: RCA (genudgivelse, oprindeligt udsendt af Eurodisc) Kat: B00011MJV6 (RCA-genudgivelse, del af en komplet cyklus) Stereo, Studieindspilning |
| 1988      | Ekkehard Wlaschiha, James Morris, Christa Ludwig, Siegfried Jerusalem, MarieAnne Häggander, Kurt Moll, Jan- Hendrik Rootering, Siegfried Lorenz, Mark Baker, Birgitta Svendén, Heinz Zednik      | James Levine Metropolitan Opera Orchestra                 | CD: Deutsche Grammophon Cat: 445 295-2 Stereo, Studieindspilning                                                                               |
| 1989      | Theo Adam, James Morris, Marjana Lipovšek, Heinz Zednik, Eva Johansson, Hans Tschammer, Kurt Rydl, Andreas Schmidt, Peter Seiffert, Jadwiga Rappe, Peter Haage                                   | Bernard Haitink Sinfoniorkester des Bayerischen Rundfunks | CD: EMI Kat: CDS 7 49.853 2 Stereo, Studieindspilning                                                                                          |
| 1989      | Ekkehard Wlaschiha, Robert Hale, Marjana Lipovšek, Robert Tear, Nancy Gustafson, Jan-Hendrik Rootering, Kurt Moll , Florian Cerny, Josef Hopferwieser, Hanna Schwarz, Helmut Pampuch             | Wolfgang Sawallisch Orchester der Bayerische Staatsoper   | CD: EMI Kat: 724357273121 (del af en komplet Ring) Stereo, Live                                                                                |
| 1991      | Günter von Kannen, John Tomlinson, Linda Finnie, Graham Clark, Eva Johansson, Matthias Hölle, Philip Kang, Bodo Brinkmann, Kurt Schreibmayer, Birgitta Svendén, Helmut Pampuch                   | Daniel Barenboim Orchester der Bayreuther Festspiele      | CD: Teldec Kat: 4509 91185 2 Stereo, Live |
| 2002-2003 | Esa Ruuttunen, Wolfgang Probst, Michaela Schuster, Robert Künzli, Helga Rós Indridadóttir, Roland Bracht, Phillip Ens, Motti Kastón, Bernhard Schneider, Mette Ejsing, Eberhard Francesco Lorenz | Lothar Zagrosek Orchester der Staatsoper Stuttgart        | CD: Naxos Records Kat: 8,660170-71 Stereo (SACD), Live                                                                                         |
| 2004      | John Wegner, John Bröcheler, Elizabeth Campbell, Christopher Doig, Kate Ladner, Andrew Collis, David Hibbard, Timothy DuFore, Andrew Brunsdon, Liane Keegan, Richard Greager                     | Asher Fisch Adelaide Symphony Orchestra                   | CD: Melba Cat: MR 301089-90 Stereo (SACD), Live                                                                                                |
| 2009      | Andrew Shore, Albert Dohmen, Michelle Breedt, Arnold Bezuyen, Edith Haller, Kwangchul Youn, Hans-Peter König, Ralf Lukas, Clemens Bieber, Christa Mayer, Gerhard Siegel                          | Christian Thielemann Orchester der Bayreuther Festspiele  | CD: Opus Arte Kat: OACD9000BD Stereo (SACD), Live                                                                                              |